# Réserve nationale de faune du Ruisseau-Big
La réserve nationale de faune du Ruisseau-Big (anglais : Big Creek National Wildlife Area) est une aire protégée du Canada et l'une des 10 réserves nationales de faune de l'Ontario. Cette aire protégée de 8 km2 créée en 1978 est située dans le site Ramsar et la réserve de biosphère de Long Point.